# 香港港口發展局
香港港口發展局（英語：Hong Kong Port Development Council）是因應《鞏固香港作為國際航運中心地位研究》的建議，於2003年6月成立的獨立的香港非法定機構，以取代香港港口及航運局負責香港港口的規劃及推廣。2016年併入香港海運港口局。